# Герц, Генрих Рудольф
Ге́нрих Ру́дольф Герц (нем. Heinrich Rudolf Hertz; 22 февраля 1857, Гамбург — 1 января 1894, Бонн) — немецкий физик.
Окончил Берлинский университет, где его учителями были Герман фон Гельмгольц и Густав Кирхгоф. С 1885 по 1889 год был профессором физики Университета в Карлсруэ. С 1889 года — профессор физики университета в Бонне.
Основное достижение — экспериментальное подтверждение электромагнитной теории света Джеймса Максвелла. Герц доказал существование электромагнитных волн. Он подробно исследовал отражение, интерференцию, дифракцию и поляризацию электромагнитных волн, доказал, что скорость их распространения совпадает со скоростью распространения света, и что свет представляет собой разновидность электромагнитных волн. Он построил электродинамику движущихся тел, исходя из гипотезы о том, что эфир увлекается движущимися телами. Однако его теория электродинамики не подтвердилась опытами и позднее уступила место электронной теории Хендрика Лоренца. Результаты, полученные Герцем, легли в основу создания радио.
В 1886—1887 годах Герц впервые наблюдал и дал описание внешнего фотоэффекта. Герц разрабатывал теорию резонансного контура, изучал свойства катодных лучей, исследовал влияние ультрафиолетовых лучей на электрический разряд. В ряде работ по механике дал теорию удара упругих шаров и рассчитал время соударения. В книге «Принципы механики» (1894) дал вывод общих теорем механики и её математического аппарата, исходя из единого принципа (принцип Герца).
Герц ввёл в науку понятие физической картины мира.
Именем Герца с 1933 года называется единица измерения частоты герц, которая входит в Международную систему единиц (СИ).

## Ранние годы
Генрих Рудольф Герц родился 22 февраля 1857 года в Гамбурге. Его отец, адвокат и в 1887—1904 годах сенатор Густав Фердинанд Герц (1827—1914), родился под именем Давид Густав Герц в весьма состоятельной еврейской семье, он был процветающим коммерсантом и членом городского совета Гамбурга в 1860—1862 годах; его мать (бабушка Генриха Рудольфа) — Бетти Августа Оппенгейм (1802—1872) — была дочерью крупного банкира Соломона Оппенгейма (1772—1828) из Кёльна, основателя ныне действующего банка Sal. Oppenheim. И дед и отец Генриха Герца в 1834 году приняли лютеранство.
Мать Генриха Герца, урождённая Анна Элизабет Пфефферкорн (1835—1910), была дочерью армейского врача из Франкфурта-на-Майне Йоханнеса Пфефферкорна (1793—1850) и Сузанны Гадройтер (1797—1872). У Генриха было три младших брата и сестра.
Во время учёбы в гимназии при университете Гамбурга Генрих Герц проявил способности к наукам, а также к языкам, изучив арабский и санскрит. Он изучал науку и технику в Дрездене, Мюнхене и Берлине, где был студентом Кирхгофа и Гельмгольца. В 1880 году Герц получил степень доктора философии в Берлинском университете и остался на последокторское обучение под руководством Гельмгольца. В 1883 году он занимает должность лектора теоретической физики в Кильском университете, а в 1885 году Герц стал полным профессором физики в Высшей технической школе в Карлсруэ, где он сделал своё научное открытие о существовании электромагнитных волн. Работы Герца сыграли огромную роль в развитии науки и техники, способствуя появлению беспроволочного телеграфа, радиосвязи, радиолокации, телевидения.

## Метеорология
У Герца всегда был глубокий интерес к метеорологии, вероятно, приобретённый в результате его контактов с Вильгельмом фон Бецольдом (он был профессором Герца по лабораторному курсу в Мюнхенском Политехникуме летом 1878). Герц не сделал особого вклада в данную область, за исключением некоторых ранних статей в качестве ассистента Гельмгольца в Берлине. Сюда входит исследование испарения жидкостей, разработка нового вида гигрометра, а также разработка графических средств для определения свойств влажного воздуха, подвергнутого адиабатическим изменениям.

## Механика контактного взаимодействия
В 1881—1882 годах Герц опубликовал две статьи по тематике, которая позже стала называться механикой контактного взаимодействия. Хотя Герц прежде всего знаменит своим вкладом в электродинамику, но эти две статьи тоже не остались незамеченными. Они стали источником важных идей и большинство статей, в которых рассматривается фундаментальная природа контакта, на них ссылаются. Герц построил свою теорию контакта, используя аналогии между теорией потенциала из электродинамики и теорией упругости.
Жозеф Буссинеск сделал несколько важных критических замечаний по работам Герца, признавая при этом их огромную важность.
В этих работах Герц рассматривает поведение под нагрузкой двух упругих тел, находящихся в контакте. Полученные результаты основываются на классической теории упругости и механике сплошных сред. Теория основана на следующих допущениях: тела линейно упруги, область контакта мала по сравнению с радиусами кривизны тел и размерами самих тел, шероховатость мала (много меньше деформаций в области контакта), напряжения адгезии пренебрежимо малы по сравнению с контактными.
Для обоснования своей теории Герц исследовал поведение эллиптических колец Ньютона, образующихся при размещении стеклянной сферы на линзе. Он полагал, что давление, оказываемое сферой на линзу, вызовет изменение колец Ньютона. Он снова использовал кольца Ньютона, когда проверял свою теорию в экспериментах по вычислению сдвига, который вызывает сфера в линзе.

## Исследование электромагнитных волн
В 1886—1888 годах Герц провёл свои знаменитые опыты, доказавшие реальность электромагнитных волн. Аппаратура, которой пользовался Герц, может показаться теперь более чем простой, но тем замечательнее полученные им результаты. Источником электромагнитных колебаний у него был искровой разряд. Распространяющиеся в пространстве электромагнитные волны вызывали слабый искровой разряд между шариками в расположенном на некотором расстоянии «приёмнике» — контуре, настроенном в резонанс. Герцу удалось не только обнаружить волны, в том числе и стоячие, но и исследовать скорость их распространения, отражение, преломление и даже поляризацию. Все это очень напоминало оптику с тем только отличием, что длины волн были почти в миллион раз больше (порядка 3 метров).

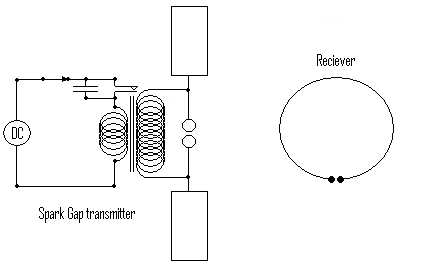
Экспериментальная установка Герца 1887 года

В основе искрового передатчика Герца были катушка Румкорфа и антенна направленного действия — симметричный вибратор. Вибратор представлял собой два медных стержня на одной линии с насаженными на ближних концах латунными шариками и по одной большой цинковой сфере или квадратной пластине на удалённых концах. Между шариками оставался зазор — искровой промежуток. К медным стержням были прикреплены концы вторичной обмотки катушки Румкорфа. При разряде между шариками в окружающее пространство излучались электромагнитные волны. Перемещением сфер или пластин вдоль стержней регулировались индуктивность и ёмкость контура, определяющие длину волны.
Для обнаружения электромагнитных волн Герц придумал простейший приёмник (резонатор) — незамкнутое проволочное кольцо (или прямоугольная рамка) с латунными шариками на концах и регулируемым искровым промежутком. Герц обнаружил, что если в передатчике происходит разряд, то в разрядном промежутке резонатора, удалённого от передатчика даже на 3 м, тоже проскакивает искра. Таким образом, искра в резонаторе возникала без всякого непосредственного контакта с передатчиком. Проведя опыты при различных взаимных положениях передатчика и приёмника, Герц подтвердил существование электромагнитных волн, распространяющихся с конечной скоростью. После исследования отражения, преломления и поляризации и измерения скорости электромагнитных волн он доказал их полную аналогию со световыми. Всё это было изложено в работе «О лучах электрической силы», вышедшей в декабре 1888 года. Этот год считается годом открытия электромагнитных волн и экспериментального подтверждения теории Максвелла.
Благодаря своим опытам Герц пришёл к следующим выводам:
1. Волны Максвелла «синхронны» (справедливость теории Максвелла, что скорость распространения радиоволн равна скорости света);
2. Можно передавать энергию электрического и магнитного поля без проводов.

В 1887 году по завершении опытов вышла первая статья Герца «Об очень быстрых электрических колебаниях», а в 1888 году — ещё более фундаментальная работа «Об электродинамических волнах в воздухе и их отражении».
Герц считал, что его открытия были не практичнее максвелловских: «Это абсолютно бесполезно. Это только эксперимент, который доказывает, что маэстро Максвелл был прав. Мы всего-навсего имеем таинственные электромагнитные волны, которые не можем видеть глазом, но они есть». «И что же дальше?» — спросил его один из студентов. Герц пожал плечами, он был скромный человек, без претензий и амбиций: «Я предполагаю — ничего». Однако даже на теоретическом уровне достижения Герца были сразу отмечены учёными как начало новой «электрической эры».
Высоко оценивал работы Герца Макс Планк. Эти работы привели Планка к идее линейных резонаторов (осцилляторов), колеблющихся с частотой ν, хотя эта идея к 1890-м годам почти не интересовала специалистов по термодинамике.

## Открытие внешнего фотоэффекта
Чтобы лучше видеть искру в своих опытах, Герц поместил приёмник в затемнённую коробку. При этом он заметил, что в коробке длина искры в приёмнике становится меньше. Тогда Герц стал экспериментировать в этом направлении, в частности, он исследовал зависимость длины искры в случае, когда между передатчиком и приёмником помещается экран из различных материалов. Герц нашёл, что электромагнитные волны проходили через одни виды материалов и отражались другими, что привело в будущем к появлению радаров. Кроме того, Герц заметил, что заряженный конденсатор теряет свой заряд быстрее при освещении его пластин ультрафиолетовым излучением. Полученные результаты явились открытием нового явления в физике, названного фотоэффектом. Теоретическое обоснование этого явления позже дал Альберт Эйнштейн, получивший за это Нобелевскую премию в 1921 году.

## Смерть

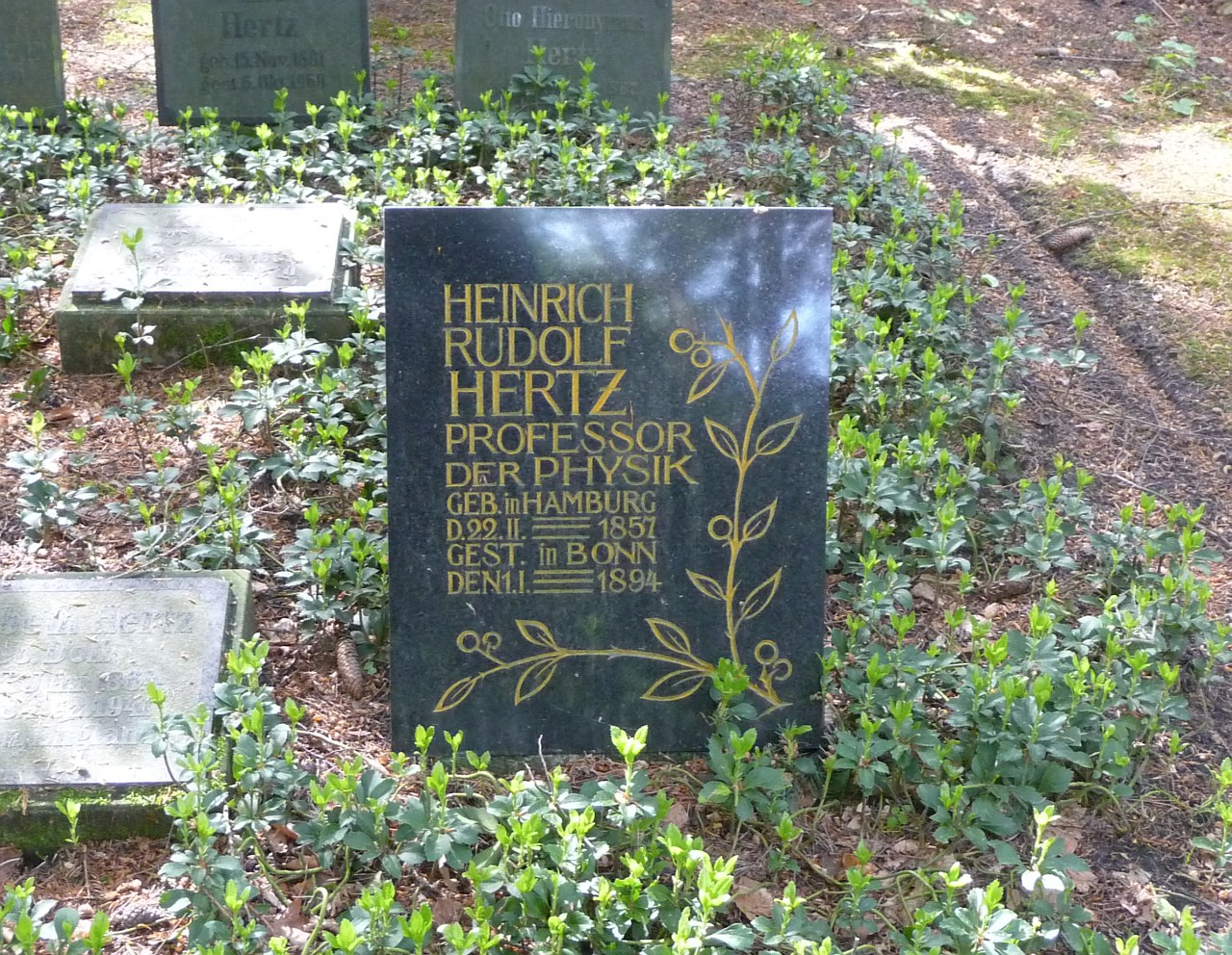
Могила Генриха Рудольфа Герца.

В 1892 году у Герца была диагностирована инфекция (после серьёзной мигрени). Его несколько раз прооперировали, чтобы вылечить болезнь, но безуспешно. Он умер в 1894 году от гранулёматоза Вегенера в возрасте 36 лет в Бонне. Похоронен в Гамбурге на Ольсдорфском кладбище.
Его вдова Элизабет Герц (в девичестве Элизабет Долль) замуж больше не выходила. Герц оставил двух дочерей, Джоанну и Матильду. Все трое в 1930-е годы, после прихода Гитлера к власти, эмигрировали в Англию. В 1960-е годы Чарльз Зюскинд взял у Матильды интервью, которое затем опубликовал в книге о Генрихе Герце. Согласно книге Зюскинда, дочери Герца в браке не состояли, поэтому потомков у него не осталось. Матильда Кармен Герц (1891—1975), которой было всего три года, когда умер её отец, стала известным психологом.
Хотя Герц был лютеранин и вряд ли считал себя евреем, его портрет был снят нацистами с почётного места в городской ратуше Гамбурга, поскольку он «частично еврейского происхождения».

## Труды
- Ueber die Induction in rotirenden Kugeln :  [нем.]. — Berlin : Schade, 1880.
- Die Prinzipien der Mechanik in neuem Zusammenhange dargestellt :  [нем.]. — Leipzig : Johann Ambrosius Barth, 1894.
- Schriften vermischten Inhalts :  [нем.]. — Leipzig : Johann Ambrosius Barth, 1895.

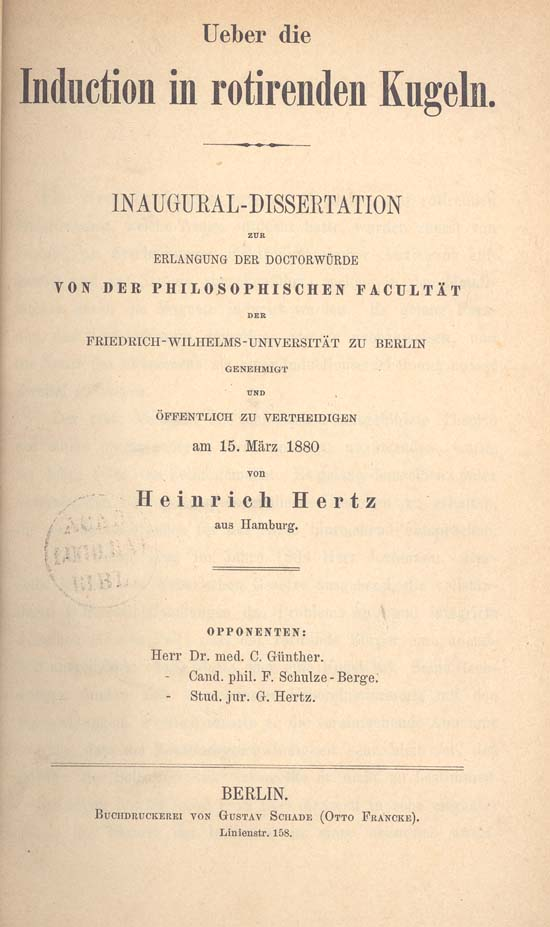
Ueber die Induction in rotirenden Kugeln, 1880
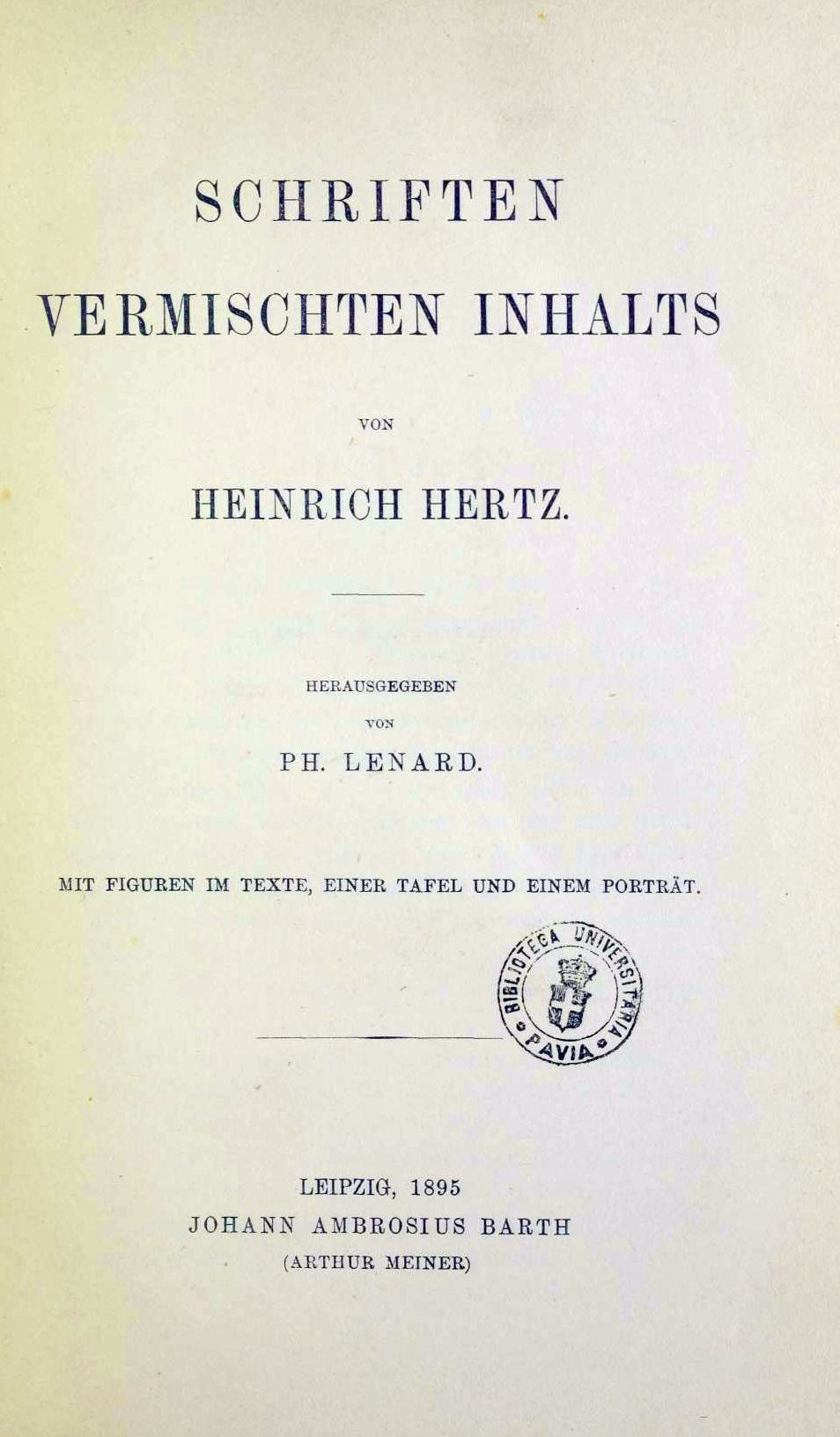
Schriften vermischten Inhalts, 1895

## Наследие

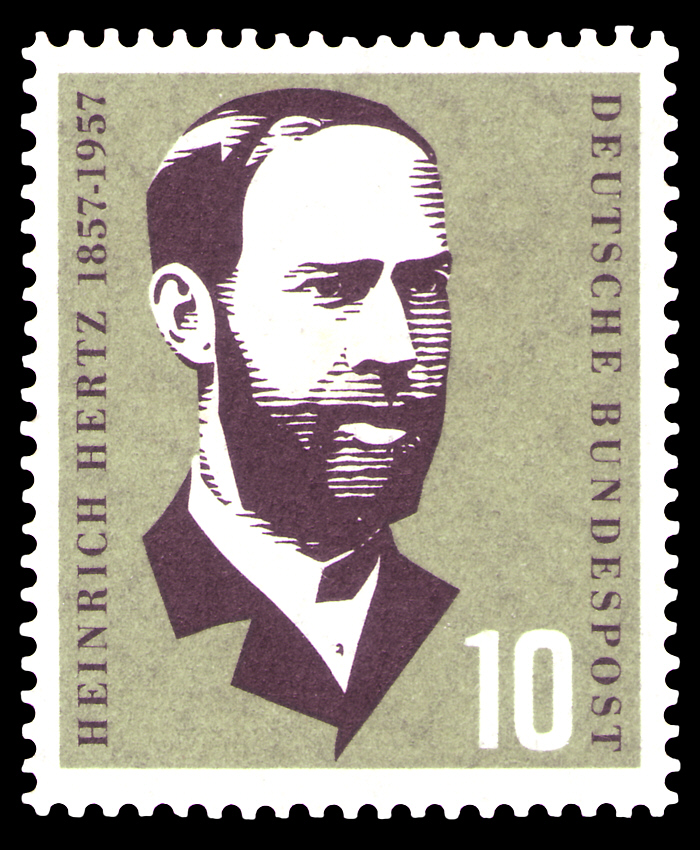
Памятная почтовая марка ФРГ. 1957

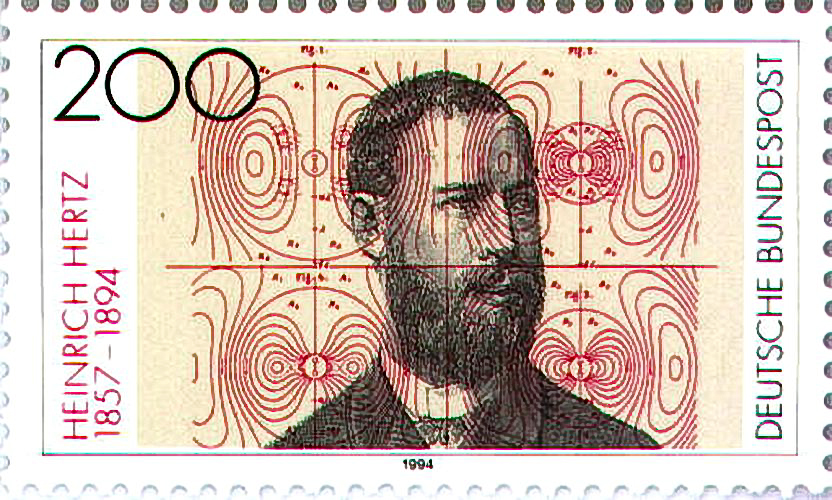
Памятная почтовая марка ФРГ. 1994

Племянник Г. Герца — Густав Людвиг Герц (1887—1975) — стал известным физиком и лауреатом Нобелевской премии, а сын последнего — Карл Хельмут Герц (1920—1990) — создателем медицинской сонографии.
18 декабря 1897 года Александр Попов и его помощник Пётр Рыбкин передали слово «Герц» в первой в России публичной демонстрации приборов беспроводной телеграфии.
В 1930 году Международная электротехническая комиссия в честь Герца установила новую единицу измерения — герц (Hz; Гц), применяемую как мера количества повторяющихся событий в единицу времени (её также называют «количество циклов в секунду»). Она была принята XI Генеральной конференцией по мерам и весам в 1960 году как единица частоты в системе СИ.
В 1969 году в Восточной Германии была выпущена памятная медаль в честь Генриха Герца. В 1987 году IEEE учредила Медаль Генриха Герца «за выдающиеся достижения в изучении волн Герца», присуждаемая ежегодно учёным-теоретикам и экспериментаторам.
В честь Герца назвали кратер, который находится на востоке обратной стороны Луны. Городская теле-радиокоммуникационная башня в Гамбурге названа в честь знаменитого уроженца города.

## Награды
В 1889 году Итальянское общество наук в Неаполе наградило его медалью имени Маттеучи, Парижская академия наук — премией Лаказа, а Венская императорская академия — премией Баумгартнера. Через год Лондонское королевское общество награждает Герца медалью Румфорда, а в 1891 Королевская академия в Турине — премией Бресса. Прусское правительство награждает его орденом Короны. Кроме того, Герц был удостоен японского ордена Священного сокровища.